# Bruno Bauer (Elektrotechniker)

Bruno Bauer (ca. 1950)

Bruno Bauer (* 27. Februar 1887 in Töss, heute ein Stadtkreis der Stadt Winterthur; † 21. Oktober 1972 in Zürich), heimatberechtigt in Rüti ZH, seit 1901 in Zürich, war ein Schweizer Elektrotechniker und Hochschullehrer.

## Leben

### Familie und Ausbildung
Der in Töss geborene, in Zürich aufgewachsene Bruno Bauer, der Sohn des Maschineningenieurs Joseph Ludwig Bauer sowie dessen Ehefrau Berta geborene Zollinger, wandte sich nach Erlangen der eidgenössischen Maturität in den Jahren 1905 bis 1911 dem Elektroingenieurstudium am Eidgenössischen Polytechnikum Zürich zu, 1915 erwarb er dort den akademischen Grad eines Doktor der Technischen Wissenschaften (Dr. sc. techn.).
Bruno Bauer heiratete 1918 in erster Ehe Bertha Maria Theresia, die Tochter des eidgenössischen Beamten Giuseppe Pasquale Berta, 1929 in zweiter Ehe Gemma Giaele, die Tochter des Carlo Blenk.
Bruno Bauer starb im Oktober 1972 wenige Monate vor Vollendung seines 86. Lebensjahres in Zürich.

### Beruflicher Werdegang
Bruno Bauer, der seit 1920 leitende Positionen bei der Schweizerischen Kraftübertragungs-A.G., mit Sitz in Bern, sowie der Aluminium-Industrie AG. einnahm, folgte 1927 einem Ruf auf die ordentliche Professur für angewandte Elektrotechnik an der ETH Zürich, eine Professur zum Institut für elektrische Anlagen und Energiewirtschaft ausbauend, 1957 erfolgte seine Emeritierung.
Bruno Bauer bekleidete darüber hinaus die Präsidentenämter der Nordostschweizerischen Kraftwerke AG (NOK), der Elektrizitätswerke des Kantons Zürich (EKZ), der Eidgenössischen Wasser- und Energiewirtschaftskommission sowie der Technischen Kommission der Nationalen Gesellschaft zur Förderung der industriellen Atomtechnik (NGA).
Der massgebliche Mitpräger der schweizerischen Elektrizitätswirtschaft Bruno Bauer engagierte sich schon früh für die Wärme-Kraft-Kopplung, darunter 1930 beim Fernheizkraftwerk der ETH, dessen Leitung er bis 1957 innehielt. Er zählt zu den Ersten, die sich mit der Atomenergienutzung auseinandersetzten.
Der wissenschaftliche Nachlass von Bruno Bauer befindet sich in der Bibliothek der ETH Zürich.

## Publikationen
- Untersuchungen über den Abschaltvorgang im Hochspannungs-Oelschalter. Technische Hochschule Zürich, 1915 (Dissertation).
- Zweck und Ziele der Schweizerischen Kraftübertragung, AG für Vermittlung und Verwertung von Elektrizität. Bern 1920.
- Mit Paul Dusseiller: Die Verwendung elektrischer Energie im Wärmebedarf des Krankenhauses. In: Band 4 von Mitteilung aus Betrieb und Forschung des Fernheizkraftwerks der Eidgenössischen Technischen Hochschule in Zürich, Fernheizkraftwerk (Zürich). Selbstverlag des Fernheizkraftwerks der ETH, Zürich, 1936.